# Città di Subiaco
La città di Subiaco è una Local government area dell'Australia Occidentale.
Si tratta di un sobborgo di Perth, la capitale dello Stato, e si estende su una superficie di 7 km².
Vanta una popolazione di 19359 abitanti al 2016.